# Bethlen (geslacht)

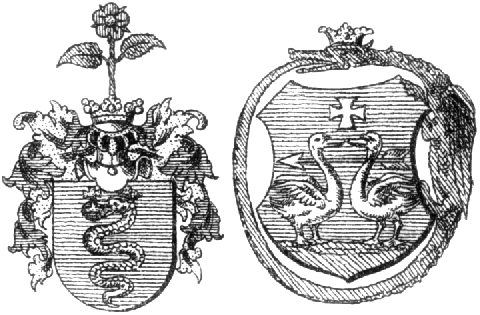
Wapenschild van de familie Bethlen, links dat van de tak bethleni, rechts dat van de tak iktári

Bethlen is de naam van een oud Zevenburgs adelsgeslacht, behorend tot de Hongaarse adel. 

## Oorsprong
De geschiedenis van dit geslacht begint met een zekere Bethlen, zoon van Lőrinc, die in de 12 eeuw leefde. Bethlen had twee zonen: Péter, die de voornaam van zijn vader als zijn familienaam aannam, en hiermee aan de wieg van het geslacht Bethlen stond. Bethlens tweede zoon heette Olivér en diens nazaten namen de familienaam Apafi aan.
Het geslacht Bethlen bestaat uit twee takken: enerzijds de tak bethleni ("de Bethlen") en anderzijds de tak iktári ("de Iktár"). 

### Iktári-tak
De vertakking iktári ontleent zijn naam aan een groot domein (Aktár en later Ilkar) in het Temesbanaat, dat aan de familie verloren ging door de Ottomaanse invasie, maar dat ze nadien opnieuw trachtten te verwerven na het verdrijven van de Ottomanen. De tak heeft zijn eigen wapenschild sinds het einde van de 14e eeuw. Dit wapenschild werd door Keizer Sigismund verleend aan János Bethlen, die volgens de  overlevering een uitmuntend schutter was en ooit twee ganzen met een enkele pijl zou hebben gedood.

### Bethleni-tak
De vertakking bethleni behield het oorspronkelijke wapenschild (met de gekroonde slang). In tegenstelling tot de tak iktári, leeft de tak bethleni nog steeds voort.

## Vooraanstaande leden
- Gabriël Bethlen de Iktár (1580–1629), vorst van Zevenburgen (1613–1629), koning van Hongarije (1620-1621)
- graaf Miklós Bethlen de Bethlen (1642–1716), kanselier van Zevenburgen (1691-1704)
- graaf István Bethlen de Bethlen (1874–1946), premier van Hongarije (1921–1931)